# Cidariophanes perrubrescens
Cidariophanes perrubrescens là một loài bướm đêm trong họ Geometridae.